# Marcel Sobottka
Marcel Sobottka(Gelsenkirchen, 25 april 1994) is een Duitse voetballer die als defensieve middenvelder en verdediger kan spelen. Sinds seizoen 2015/16 komt hij uit voor Fortuna Düsseldorf, waarmee hij speelt in de 2. Bundesliga. Hij kwam over uit de jeugd van FC Schalke 04.

## Carrière

### Jeugdjaren
Van 1999 tot 2000 speelde Sobottka voor VfB Kirchhellen uit het gemeenschap Bottrop-Kirchhellen, waarna hij overgenomen werd door Bundesligaclub Schalke 04 uit zijn geboortestad Gelsenkirchen. Na 10 jaar maakte hij, door weinig perspectief op speeltijd, de overstap naar SG Wattenscheid 09. Hier bleef hij slechts een jaar, waarna hij ging spelen voor Rot-Weiß Oberhausen. In 2012 keerde hij, met nieuwe ervaringen, terug bij  Schalke 04.

### FC Schalke 04
Toen hij in het team van de U-19 van Schalke kwam te spelen wist hij als verdedigende middenvelder in 25 wedstrijden vijfmaal te scoren. In het seizoen 2013/14 kwam hij in aanmerking om voor de U-23 van de club te spelen. In het team, uitkomend in de Regionalliga West, werd hij al snel een belangrijke speler. Tijdens een trainingskamp in Doha werd hij, samen met vier andere jeugdspelers, uitgenodigd om met het eerste mee te komen trainen. Op 26 januari, de 18e speeldag in de Bundesliga, behoorde Sobottka voor het eerst bij de wedstrijd selectie van het eerste elftal, maar kwam hij niet in actie. Dat jaar mocht hij nog driemaal op de bank plaatsnemen zonder zijn debuut voor de club te maken. In het seizoen 2014/15 behoorde hij steeds vaker tot de wedstrijdselectie van het eerste, maar kreeg hij geen speeltijd. Datzelfde seizoen kwam hij voor het tweede elftal dan ook maar tot 14 wedstrijden, maar wist hij wel zijn eerste doelpunt voor het team in de wedstrijd tegen de amateurs van VfL Bochum te maken.

### Fortuna Düsseldorf
Op 16 juli 2015 maakte Sobottka voor € 200.000 de overstap naar 2.Bundesligaclub Fortuna Düsseldorf. Hij tekende een contract tot 2018 en kreeg rugnummer 31 toegewezen. In het begin kwam hij uit voor het tweede team van de club, maar op 22 augustus 2015 mocht hij voor het eerste zijn debuut tegen SC Freiburg maken. Zijn eerste duel om de DFB Pokal speelde hij op 27 oktober in de 5-1 nederlaag tegen 1. FC Nürnberg.

## Clubstatistieken
| Seizoen                   | Club                      |                           | Competitie                | Competitie | Competitie | Beker | Beker | Internationaal | Internationaal | Overig | Overig | Totaal | Totaal |
| Seizoen                   | Club                      | Wed.                      | Competitie                | Dlp.       | Wed.       | Dlp.  | Wed.  | Dlp.           | Wed.           | Dlp.   | Wed.   | Dlp.   |        |
| ------------------------- | ------------------------- | ------------------------- | ------------------------- | ---------- | ---------- | ----- | ----- | -------------- | -------------- | ------ | ------ | ------ | ------ |
| 2013/14                   | Schalke 04 II             | Vlag van Duitsland        | Regionalliga West         | 27         | 0          | 0     | 0     | -              | -              | -      | -      | 27     | 0      |
| 2014/15                   | Schalke 04 II             | Vlag van Duitsland        | Regionalliga West         | 14         | 1          | o     | 0     | -              | -              | -      | -      | 14     | 1      |
| Totaal Schalke 04 II      | Totaal Schalke 04 II      | Totaal Schalke 04 II      | Totaal Schalke 04 II      | 41         | 1          | 0     | 0     | -              | -              | -      | -      | 41     | 1      |
| 2015/16                   | Fortuna Düsseldorf        | Vlag van Duitsland        | 2.Bundesliga              | 15         | 0          | 1     | 0     | -              | -              | -      | -      | 16     | 0      |
| Totaal Fortuna Düsseldorf | Totaal Fortuna Düsseldorf | Totaal Fortuna Düsseldorf | Totaal Fortuna Düsseldorf | 15         | 0          | 1     | 0     | -              | -              | -      | -      | 16     | 0      |
| Totaal                    | Totaal                    | Totaal                    | Totaal                    | 56         | 1          | 1     | 0     | -              | -              | -      | -      | 57     | 1      |

Bijgewerkt t/m 29 juni 2016

## Interlandcarrière
Door zijn overtuigende prestaties in het tweede van Schalke 04 ontving Sobottka een uitnodiging voor Duitsland U-19, maar maakt hij geen speelminuten. Op 6 september 2013 maakte hij zijn debuut voor de U-20 van Duitsland, door in de tweede helft te mogen starten tegen Polen.